# Erigone rohtangensis
Erigone rohtangensis är en spindelart som beskrevs av Benoy Krishna Tikader 1981. Erigone rohtangensis ingår i släktet Erigone och familjen täckvävarspindlar. Inga underarter finns listade i Catalogue of Life.